# Hoàng Sơn, An Huy
Bài này nói về thành phố Hoàng Sơn. Xem các nghĩa khác của từ Hoàng Sơn tại Hoàng Sơn (định hướng)
Hoàng Sơn (tiếng Trung: 黄山市; bính âm: Huángshān Shì), là một thành phố cấp địa khu (địa cấp thị) nằm ở khu vực Hoàng Sơn, tỉnh An Huy, Trung Quốc. Khu vực đô thị của địa cấp thị này đầu tiên ở Đồn Khê (屯溪); ngày nay cấu thành khu Đồn Khê. Hoàng Sơn là địa cấp thị cực nam của tỉnh An Huy và giáp Trì Châu về phía tây bắc, Tuyên Thành về phía đông bắc, và tỉnh Giang Tây về phía tây nam và tỉnh Chiết Giang về phía đông nam. Dãy núi Hoàng Sơn là di sản thiên nhiên thế giới được UNESCO công nhận năm 1990.

## Các đơn vị hành chính
Địa cấp thị Hoàng Sơn bao gồm 7 đơn vị hành chính cấp huyện, bao gồm 3 quận và 4 huyện.
- Quận: Đồn Khê (屯溪区), Hoàng Sơn (黄山区), Huy Châu (徽州区).
- Huyện: Thiệp (歙县）, Hưu Ninh (休宁县), Y (黟县), Kỳ Môn (祁门县).

Các đơn vị này được chia ra 97 cấp hương, bao gồm 4 nhai đạo, 52 trấn và 41 hương.